# Тимпа (Муреш)
Тимпа (рум. Tâmpa) — село у повіті Муреш в Румунії. Адміністративно підпорядковане місту М'єркуря-Ніражулуй.
Село розташоване на відстані 254 км на північний захід від Бухареста, 15 км на схід від Тиргу-Муреша, 93 км на схід від Клуж-Напоки, 117 км на північний захід від Брашова.

## Населення
За даними перепису населення 2002 року у селі проживали 485 осіб.
Національний склад населення села:
| Національність | Кількість осіб | Відсоток |
| -------------- | -------------- | -------- |
| угорці         | 460            | 94,8%    |
| цигани         | 15             | 3,1%     |
| румуни         | 10             | 2,1%     |

Рідною мовою назвали:
| Мова      | Кількість осіб | Відсоток |
| --------- | -------------- | -------- |
| угорська  | 474            | 97,7%    |
| румунська | 11             | 2,3%     |